# Itzy
Itzy (csupa nagybetűvel stilizálva; koreai :있지;RR:Itji;MR:Itchi ) egy dél-koreai lánycsapat, amelyet a JYP Entertainment hozott létre, és tagjai Yeji, Lia, Ryujin, Chaeryeong és Yuna. 2019. február 12-én debütáltak, amikor megjelent az It'z Different című kislemezük . Elismeréseik közé tartozik az Év Újonca a 34. Golden Disc Awards-on, az Év új előadója a 9. Gaon Chart Music Awards-on és a 2019-es Melon Music Awards, illetve a 2019-es Mnet Asian Music Awards Legjobb Új Női Előadója, valamint a Új Előadói Díj díja a 29. Seoul Music Awards-on ; ők az első K-pop lánycsapat, akik ilyen úgynevezett "Rookie Grand Slamet" értek el.

## Karrier

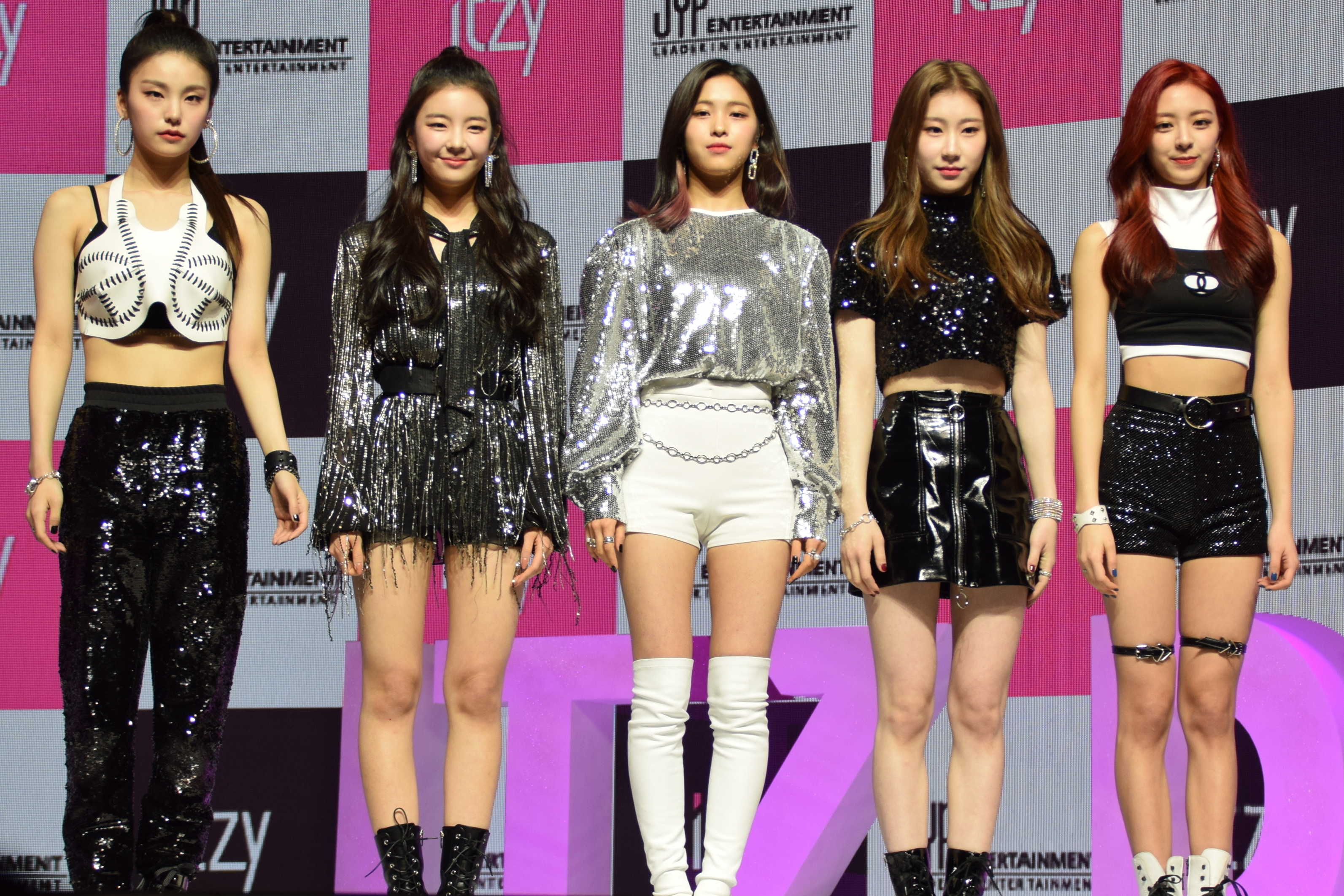

### 2015–2019: Debütálás előtti tevékenységek
Miután nem sikerült átmennie a Fantagio által tartott meghallgatásokon, Chaeryeongot a JYP Entertainment (JYP) a K-pop Star 3 televíziós sorozaton keresztül a húgával együtt beválogatta. 2015-ben Chaeryeong részt vett a JYP Sixteentúlélőshow-jában, de nem került be a győztes lánycsapat, a Twice végső sorába. Az Itzy első tagja, aki csatlakozott a JYP-hez, Chaeryeong volt, azonban, mielőtt debütált öt évig edzett. Ryujint egy Got7 koncerten fedezték fel, és Itzy debütálása előtt négy évig a JYP-vel edzett. Yuna és Yeji is 2015-ben csatlakoztak a JYP-hez, és három évig képezték magukat, miután Yunát a cég munkatársai felfedezték, Yeji pedig sikeresen meghallgatásra került. Az utolsó tag, Lia kezdetben az SM Entertainment meghallgatásán ment át, de az utolsó pillanatban kénytelen volt meghátrálni egy a szüleivel való nézeteltérés miatt. Néhány évvel később Lia átment a JYP meghallgatásain, és két évig edzett, hogy csatlakozhasson a lányokhoz.
2017-ben Yuna és Ryujin megjelent a BTS "Love Yourself" Highlight Reel című kisfilmjében. Ugyanebben az évben a tagok (Lia kivételével) megjelentek az Mnet Stray Kids című valóságshow-ban, mint projektcsoport, a fiúcsapat mellett, amely végül a Stray Kids nevet kapta.
2017-ben Ryujin a JTBC Mix Nine című túlélőműsorában versenyzett. A női versenyzők között első helyezést ért el, de összesítésben alulmaradt a férfi versenyzőkkel szemben. Ez idő alatt Yeji részt vett az SBS ' The Fan című filmjében, de az ötödik epizódban kiesett.

### 2019: DebütálásukIt'z Differentésaz It'z Icyalbumokkal

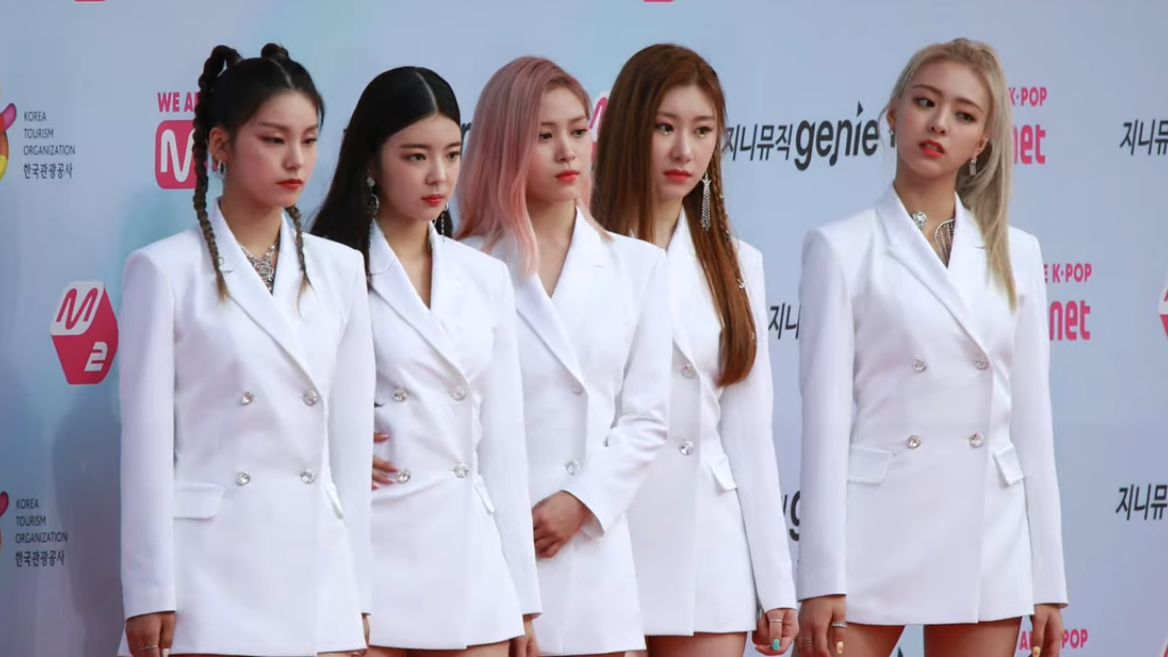
Itzy a 2019 M2 X Genie Music Awards -on, ahol elnyerték a A Legjobb Új Előadó díjat

Január 21-én a JYP bejelentette egy új lánycsapat debütálását, ami az első a 2015-ös Twice óta, és az első általános idol csoport a 2017-es Stray Kids óta. A kiadó a hivatalos YouTube-csatornájára feltöltött egy előzetes videót, amelyben bemutatja az öt tagot.
Február 12-én a csoport kiadta debütáló kislemezét It'z Different címmel , amelyet a "Dalla Dalla" című kislemez vezetett. A dal olyan EDM alműfajok elemeit tartalmazta, mint a future house és a bass house, a megható szövegeit a közönség jól fogadta. A csapat az elmúlt évek egyik legnagyobb Billboard -debütálását szerezte mint új K-pop banda, a "Dalla Dalla" a harmadik helyen végzett, és a második helyen végzett a World Digital Song Sales listán. A Nielsen Music szerint az alakváltó bizalomhimnuszt 2000-szer töltötték le az Egyesült Államokban a február 14-ével záruló héten, ezzel a héten a legkelendőbb K-pop dal lett az országban. "Want It?" a "Dalla Dalla" mellett jelent meg, és a nyolcadik helyen debütált, 1000 letöltéssel. A "Dalla Dalla" szintén a második legnépszerűbb dalként debütált a YouTube-on.
A Billboard megerősítette, hogy a klip meghaladta a 17.1 millió megtekintést a megjelenést követő 24 órában, és 24 órán belül megdöntötte a legnézettebb K-pop debütáló zenei videó rekordját.  Február 21-én, nyolc nappal debütálásuk után, Itzy megszerezte első zenei show -győzelmét az M Countdown-on, ezzel megdöntve azt a rekordot, amikor egy  lánycsapat a leggyorsabban érte el első zenei show-győzelmét. A dal kilencszer nyert zenei műsorokon, és klipje a leggyorsabban debütáló K-pop klip lett, amely akkoriban elérte a 100 milliós megtekintést a YouTube-on.
Itzy első kiterjesztett darabja (extended play – EP), az It'z Icy július 29-én jelent meg, az "Icy " című kislemezhez készült videoklippel együtt.  Kereskedelmi szempontból az EP sikeres volt, a Gaon Album Chart harmadik helyére ért el. Az "Icy" folytonos sikereket ért el zenei műsorokban, és 12 győzelmet aratott, köztük a Show Championháromszoros koronáját nyerte el. Szeptember 22-én a JYP bejelentette Itzy bemutató turnéját, az Itzy Premiere Showcase Tour „Itzy? Itzy!" . A turné november 2-án indult Jakartában, és 2019 végén Ázsia különböző városaiba látogatott el, 2020 januárjában pedig öt előadás erejéig az Egyesült Államokba is ellátogattak a lányok.
2019 novemberében a „ Dalla Dalla ” című daluk meghaladta a 100 milliós streamelést a Gaon Music Chart -on, és ezzel megszerezte a csoport első platina minősítését. Az elismerés 2018 áprilisi megalapítása óta ez volt az első kpop banda által írt debütáló dal, ami platina minősítést kapott a Korea Music Content Association -ön (KMCA). A kislemez a nyolcadik helyen végzett a Dazed által összeállított "A 2019-es év 20 legjobb K-pop dala" listáján, amely úgy írta le a csapatot, mint akik "Egy biztos kézzel a kormányon, szórakoztató elemeket használnak, még úgy is, hogy látványban és hangzásban káosz veszi őket körül” és „azok, akik a K-popnak új lendületet adnak”. A "Dalla Dalla" és az "Icy" klipje Dél-Korea legnépszerűbb zenei videóinak listáján a második, illetve a hetedik helyre került a YouTube-on. Az év végén az Itzy számos legjobb új női előadó díjat nyert, köztük a 2019-es Melon Music Awards és a 2019-es Mnet Asian Music Awards.

### 2020–2021: Amerikai körút és folyamatos kereskedelmi siker
Az Itzy az évet a bemutató turnéjuk amerikai szakaszával kezdte. Első bemutatójuk 2020. január 17-én volt Los Angelesben . Március 9-én Itzy kiadta második EP-jét, az It'z Me-t és annak vezető kislemezét, a Wannabe-t.  A Sophie és Oliver Heldens produkcióját felvonultató EP-n a csoport EDM hangzásokkal kísérletezett, miközben folytatta a szabadság, az önbizalom és az egyéniség lírai témáinak felfedezését. Az It'z Me az első helyen debütált a dél-koreai Gaon Album Chart-on, ezzel a csapat első számú albuma lett az országban. A Billboard World Albums toplistáján is az ötödik helyen debütált, ami akkoriban a legmagasabb pozíciójukat jelentette a listán. A csoport nyolc zenei show-győzelmet ért el "Wannabe"-vel. 2020. augusztus 17-én Itzy kiadta harmadik EP-jét, a Not Shy-t, valamint az azonos nevű vezető kislemez videóklipjét. Bár Itzy jellegzetes „tini crush” pophangzása szerepelt rajta, az album lírai elmozdulást jelentett, ahogy a csoport a „függetlenség és önszeretet témáiról” énekelve „a szerelemről szóló éneklés vizébe billentette lábujjait”, azaz szerelmes témák is megjelentek az új albumon a régi "Szeresd önmagad!" koncepció mellett. Az EP a Gaon Album Chart első helyén debütált több mint 219 048 darab eladásával, a második kiadása pedig a lista élére került. A banda zenei műsorokban népszerűsítette a "Not Shy"-t, és öt győzelmet ért el.

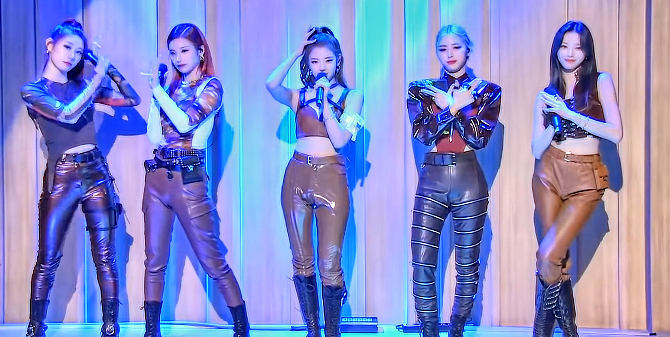
Itzy 2021 májusában

2021. március 20-án az Itzy kiadta a "Trust Me (Midzy)" című digitális kislemezét, egy dalt a rajongóiknak szentelve, első globális élő közvetítésük részeként. Április 30-án az Itzy kiadta negyedik EP-jét, a Guess Who -t és annak vezető kislemezét, az " In the Morning "-ot. A dal debütálása után a Global Excl. U.S. a 22. helyen végzett és a 34.-ként   Global 200 listán, ezzel mindkettőn az eddigi legmagasabb helyezésüket érte el. Az EP bekerült az amerikai Billboard 200-as listájára és ott a 148. helyet foglalta el. Ugyanebben az évben a Korea Music Content Association (KMCA) Platina minősítést kapott Koreában. Az "In the Morning" angol változata pedig május 14-én jelent meg.
2021. július 1-jén Second Aunt KimDaVi és az Itzy kiadott egy közös digitális kislemezt, a "Break Ice"-t a VIVO WAVE keretei közt, és a Genie Music és a Stone Music Entertainment alatt terjesztve. Szeptember 1-én bejelentették, hogy Itzy a Warner Japan alatt debütál japánban a What'z Itzy EP-vel. Szeptember 24-én az Itzy kiadta az első stúdióalbumát Crazy in Love, címmel és annak vezető kislemezét, a " Loco "-t. Az album a 11. helyen debütált a Billboard 200-on, ami új karriercsúcsot jelentett. 2021 novemberében a Crazy in Love platina minősítést kapott a Korea Music Content Association-tól, mert több mint 250 000 példányt adott el. 2022 februárjában 2× Platina minősítést kapott, mert több mint 500 000 példányban kelt el. December 22-én a csoport kiadott egy japán válogatásalbumot It'z Itzy címmel.

### 2022-től napjainkig: Nemzetközi törekvések
Február 10-én a Billboard arról számolt be, hogy a Republic Records és a JYP Entertainment hozzáadta az Itzyt a stratégiai partnerségéhez, amely kezdetben csak a Twice-t foglalta magában. Április 6-án adták ki első japán nyelvű kislemezüket, ami a Voltage nevet kapta. Július 15-én kiadták ötödik EP-jüket, a Checkmate-et és annak vezető kislemezét, a Sneakers-t.Bejelentették azt is, hogy megtartják első világkörüli turnéjukat Checkmate World Tour néven, és augusztus 6-án és 7-én tartják az első fellépéseket Szöulban. Az Itzy október 5-én adta ki második japán kislemezét, a Blah Blah Blah -t és október 21-én adták ki első angol kislemezüket, a Boys Like You-t.

## Együttműködések
Az Itzy a 2019-es debütálásuk óta számos hirdetést és együttműködési szerződést szerzett különböző márkák számára. Többek közt együttműködtek a Kia Motorsszal, ahol a márka bemutatta a Soul Booster autókat Itzy debütáló kislemezének, a Dalla Dalla -nak a klipjében, később pedig kiadtak egy " Itzy X Soul Booster" speciális videót. A banda a 2019-es Lotte Duty Free egyik híres támogatója. Ugyanebben az évben az Itzy az Andar ruházati márkával dolgozott együtt az F/W „Soul Full andar” kollekció" kereti közt. És részt vett a MAC "Love Me Lipstick" kampányában. Az Itzy olyan helyi márkákat támogat, mint a Dongseo Food " Oreo Sandwich Cookie Red Velvet". CJ Cheil Jedang az Itzyvel együttműködve kiadta a "Gourmet Chicken" limitált kiadását, ahol tematikus zenei videót tettek közzé a YouTube -on a limitált kiadás népszerűsítésére. Itzy 2021-ben támogatta a Claren helyi kontaktlencse márkát a "Claren O2O2 Color M" kampányban. 2020 augusztusában itzy együttműködött a line friends – szel , ahol a tagok részt vesznek egy olyan karakterfejlesztési folyamatban, hogy „életre szóló barátokká" váljanak. Illetve megalkották a „WDZY” nevű babákat, ahol minden baba az egyes tagokat képviseli.
2021. április 31-én a Maybelline New York bejelentette, hogy az ITZY-t választották új, globális  modelljüknek. Így ők lettek az első koreai és zenész múzsa, amelyet a Maybelline New York választott. 2022 márciusában az 'Adidas Members Week' részeként választották ki őket, hogy népszerűsítsék az Adidas Hongdae Centerben a fogyasztóknak szóló „különleges eseményt”. 2022. január 28-án Itzy és Pokémon együttműködtek a Pokémon Legends: Arceus és a Pokemon Card Game. megjelenésének elősegítésében. 2022. július 6-án ismét együttműködtek a Pokémon Unite népszerűsítésében. Ezen kívül egy különleges, a kezdeményezéssel összekötött videó jelent meg július 7-én 'Pokemon Unite / ITZY Special Show!' címmel, bemutatva az ITZY-tagok őszinte harcát, akik általában a „Pokemon Unite”-ot játsszák. 2022. március 10-én a svéd divatmárka, a H&M bejelentette, hogy Itzy-t választották modellként a márka tavaszi/nyári kampányához. 2022. augusztus 16-án a Charles & Keith szingapúri divatmárka nagykövetévé választották a „Lula” márka őszi kampányának zománctáskája és cipője számára.

## Tagok

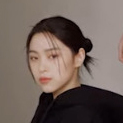

- Yeji ( 예지 ) – vezető, táncos, énekes, rapper[76][77]
- Lia ( 리아 ) – énekes, rapper[76][77]
- Ryujin ( 류진 ) – rapper, táncos, énekes[76][77]
- Chaeryeong ( 채령 ) – táncos, énekes, rapper[76][77]
- Yuna ( 유나 ) – táncos, rapper, énekes[76][77]

## Diszkográfia
- Crazy in Love (2021)

## Filmográfia

### Valóság show-k
| Év   | Cím                                             | Megjegyzés(ek)                  | Ref.          |
| ---- | ----------------------------------------------- | ------------------------------- | ------------- |
| 2019 | Itzy? Itzy!                                     | Bemutató: 2019. február 20      |               |
| 2019 | I See Itzy                                      | Bemutató: 2019. augusztus 7     | [ 78 ]        |
| 2019 | A to Z <M2 Special – Itzy Vlog> „Itzy in Paris” | Premier: 2019. november 14      | [ 79 ]        |
| 2019 | Itzy It'z Tourbook                              | Bemutató: 2019. december 13     | [ 80 ]        |
| 2020 | 100 Hours of Romantic Travel "Paris et Itzy"    | Bemutató 2020. január 21-én     | [ 81 ]        |
| 2020 | Bu: Quest of Itzy                               | Bemutató: 2020. július 7        | [ 82 ]        |
| 2020 | Itzy in Korea                                   | Bemutató: 2020. november 26     | [ 83 ]        |
| 2021 | 2TZY: Hello, 2021                               | Bemutató 2021. január 6-án      | [ 84 ]        |
| 2021 | It'z Playtime                                   | Bemutató: 2021. február 8       | [ 85 ]        |
| 2021 | CSI: Codename Secret Itzy                       | Bemutató: 2021. március 2       | [ 86 ]        |
| 2021 | CSI: Codename Secret Itzy 2. évad               | Bemutató: 2021. augusztus 17    | [ 87 ] [ 88 ] |
| 2022 | Itzy V2log: Hello 2022                          | Bemutató: 2022. március 4       | [ 89 ]        |
| 2022 | Itzy Cozy House                                 | Bemutató: 2022. május 4         | [ 90 ]        |
| 2022 | I'm in LA (LA@ITZY)                             | Bemutató 2022. szeptember 21-én | [ 91 ] [ 92 ] |

## Koncertek
- Checkmate World Tour (2022)

## Fordítás
Ez a szócikk részben vagy egészben  az   Itzy című angol Wikipédia-szócikk ezen változatának fordításán alapul.  Az eredeti cikk szerkesztőit annak laptörténete sorolja fel. Ez a jelzés csupán a megfogalmazás eredetét és a szerzői jogokat jelzi, nem szolgál a cikkben szereplő információk forrásmegjelöléseként.